# Licos de Cilícia
Licos de Cilícia fou un riu de Cilícia esmentat per Plini el Vell, que el situava entre els rius Piramos i Pinaros.